# جيمي ليونز (لاعب كرة قاعدة)
جيمي ليونز (بالإنجليزية: Jimmie Lyons)‏ هو لاعب كرة قاعدة أمريكي، ولد في 6 نوفمبر 1892 في إنديانابوليس في الولايات المتحدة، وتوفي في 10 أكتوبر 1963 في شيكاغو في الولايات المتحدة.